# Ярослав Інгварович
Ярослав Інгварович (†1240) — князь луцький, син князя Інгвара Ярославича. Княжив також у Перемилі (бл.1220? — 1223, 1228 — ?) та Шумську (1223-1227). Після смерті Івана Мстиславича зайняв Луцьк. З Луцька Ярослава вигнав князь Данило Галицький, який призначив йому престоли Перемиль і Меджибіж.